# Elton da Costa
Elton da Costa Junior (* 15. Dezember 1979 in Condor) ist ein ehemaliger brasilianischer Fußballspieler und heutiger -trainer.

## Karriere

### Als Spieler
Da Costas Heimatverein ist der EC Internacional (RS) aus Santa Maria in Südbrasilien. 1998 wechselte er nach Deutschland. Zuerst spielte er ein Jahr beim FSV Frankfurt und anschließend drei Jahre beim SV Darmstadt 98, jeweils in der Regionalliga Süd. Seine erste Profistation war die SpVgg Unterhaching, bei der er von 2003 bis 2005 Zweitligaerfahrung sammelte (drei Tore in 38 Spielen).
Im Sommer 2005 wechselte er zum FC Augsburg in die Regionalliga. Dort hatte er seinen bisher größten Erfolg seiner Karriere, als er mit der Mannschaft in die 2. Bundesliga aufstieg. Er war dann einer der wenigen Stammspieler, die auch in der 2. Bundesliga ihren Stammplatz behaupten konnten. Er trug die Rückennummer 10 und war als Spielmacher ein wichtiger Bestandteil der Mannschaft von Trainer Jos Luhukay. In der Saison 2006/07 kam er zu 23 Ligaeinsätzen und erzielte dabei fünf Tore. Zusätzlich absolvierte er in der Saison ein Spiel im DFB-Pokal und erzielte ein Tor.
Zur Saison 2010/11 wechselte da Costa zu Kickers Offenbach, bei denen er einen Zweijahresvertrag unterschrieb. Mit dem OFC verpasste er jedoch 2011 (Platz 7) und 2012 (Platz 8) den vom Verein angestrebten Aufstieg in die 2. Bundesliga. Am Saisonende wurde der auslaufende Vertrag seitens des OFC nicht verlängert.
Zur Saison 2012/13 schloss sich da Costa erneut dem SV Darmstadt 98 an. Am 19. Mai 2014 schoss da Costa im Rückspiel der Relegation zum Aufstieg in die 2. Bundesliga gegen Arminia Bielefeld das entscheidende Tor in der Nachspielzeit der Verlängerung zum 4:2-Endstand.
Da sein Vertrag nicht verlängert wurde, wechselte er zur Saison 2014/15 in die Verbandsliga Hessen zum 1. FCA Darmstadt und zur nächsten Spielzeit zum FC 07 Bensheim in die Gruppenliga Darmstadt, mit dem er nach einem Jahr in die Verbandsliga aufstieg.

### Als Trainer
Nachdem da Costa bereits beim 1. FCA Darmstadt als Spielertrainer in der Verbandsliga Hessen agierte, übernahm er im April 2017 auch beim FC 07 Bensheim zusätzlich zu seinem Spielerengagement die Trainerposition, als sein Vorgänger Ronald Borchers dort das Handtuch warf. Anschließend ging er im Sommer 2021 zurück zum FCA nach Darmstadt, wo er bis zum Herbst 2023 blieb.
Seit 2024 trainiert er den SV Hahn in der Gruppenliga.

## Privates
Da Costa lebt mit seiner Frau Verena da Costa (geboren 1975 in Darmstadt) und seinem Sohn Marlon Elton da Costa (geboren 2004 in München) in Darmstadt-Arheilgen.